# Charles Howe (escritor)
Charles Howe (1661–1742) fue un escritor devocional y cortesano inglés durante los reinados de Carlos II y Jacobo II de Inglaterra y VII de Escocia.

## Vida
Nació en Gloucestershire, el tercer hijo de John Grubham Howe de Langar, Nottinghamshire. John Grubham Howe (Jack Howe) era su hermano. En su juventud, Howe pasó mucho tiempo en la corte de Carlos II. Alrededor de 1686, se dice que viajó al extranjero con un pariente que había sido nombrado embajador por Jacobo II, pero que rechazó aceptar el cargo de forma permanente. Al regresar a Inglaterra, se casó con Elianor, única hija y heredera de Sir William Pargiter, de Greatworth, Northamptonshire, y viuda de Sir Henry Dering. Ella falleció el 25 de julio de 1696 y fue enterrada en la Iglesia de Greatworth, donde una inscripción, compuesta por su esposo, permanece. Después de la muerte de su esposa en 1696, Howe vivió en reclusión en el campo, dedicándose principalmente a la meditación religiosa.
Falleció el 17 de febrero de 1742 y fue enterrado en la misma bóveda que su esposa e hijos en la Iglesia de Greatworth. Un monumento fue erigido en su memoria por su nieta, Leonora Bathurst.

## Trabajos
"Devout Meditations, or, A Collection of Thoughts upon Religious and Philosophical Subjects" fue publicado en 1751, nueve años después de la muerte de Howe. Esta obra fue escrita para su uso personal y se publicó por primera vez, póstumamente, como "por una Persona de Honor" en 1751, junto con los elogios de Edward Young. El nombre del autor se añadió a la segunda edición en 1752. La obra fue incluida en la Biblioteca Cristiana de John Wesley, 1819-27, vol. xxvi., y en "Piety without Asceticism" de John Jebb, 1837, pp. 255-404.

## Familia
Charles Howe era el hermano de Scrope Howe, primer vizconde Howe, John Grubham Howe y Emanuel Scrope Howe.
Tuvo tres hijos y tres hijas, todos los cuales fallecieron antes que su madre, con la excepción de Leonora Maria, quien se convirtió en la esposa de Peter Bathurst de Clarendon Park, Wiltshire.